# Costel Cașcaval
Costel Cașcaval (n. 23 februarie 1970, Bacău, România) este un actor român, cunoscut în special din filmul Terminus Paradis (1998) al lui Lucian Pintilie, unde interpretează rolul unui tânăr din perioada imediat postrevoluționară.

## Biografie
S-a născut în 23 februarie 1970 în Bacău, acesta mai având o soră. Mama acestora a murit la un an după nașterea lui Costel, iar tatăl când viitorul actor avea 7 ani. După decesul tatălui, cei doi copii au ajuns la două orfelinate separate (Costel la Orfelinatul Târgu Ocna în 3 martie 1977, locul unde fusese instituționalizat și Dan Verona), din cauza unchiului dinspre mamă care a devenit tutore i-a alungat. Alte rude nu s-au înțeles între ele, preferând să scape de responsabilitate, în opinia actorului.
„Tata era persoană non grata în familie, iar în aceste răbufniri am nimerit noi, copiii.”
Aceasta a comparat orfelinatul cu o „armată” sau un „combinat” datorită supraaglomerării instituției și a durității și strictății supraveghetorilor, care în opinia actorului, se datora faptului că aceștia aveau și jumătate de normă la Școala Specială de Muncă și Reeducare a Minorilor Târgu Ocna unde trebuiau să aibă o atitudine foarte severă, pe care nu o abandonau la orfelinat, unde existau cazuri de copii lipsiți de apărare. A declarat că acele condiții l-au ajutat mai târziu să fie punctual, loial, să nu denunțe pe cineva și să se adapteze printre oameni.
A urmat școala generală în afara instituției.
A fost nevoit să mintă că are părinți pentru a nu fi abuzat de grupurile din orfelinat. La vârsta de 12 ani o familie din Galați a vrut să-l adopte, întrucât copilul de înainte, de aceeași vârstă, murise. Astfel a plecat din respectiva familie pentru că „nu era pe atunci împăcat cu moartea”.
A declarat că și-a găsit la acea vreme refugiul în teatru, iar concursurile pe județ și țară aveau câștiguri ce constau în excursii, lucru care l-a motivat.
În timpul verilor se reîntâlnea cu sora la Luncani, Bacău, satul natal al unui bunic al acestuia. După moartea acestuia a împărțit dreptul de proprietate asupra casei cu doi unchi care au avut intenția să vândă, fiind descurajați de către el.
Inițial a dorit să devină marinar și a început să se pregătească pentru liceul militar însă i s-a explicat, în perioada înainte de 1989, că nu l-ar fi primit deloc pentru că nu avea părinți.
În anul 1988 a absolvit Liceul industrial Târgu Ocna.
O profesoară de la ansamblul „Primăvara” al liceului de coregrafie din București l-a remarcat pe scena teatrului din orfelinat și a dorit să devină actor, iar la 17 ani a călătorit la București să vadă Institutul de Artă Teatrală și Cinematografică (IATC). A fost inițial respins din institut din cauză că nu avea diplomă de „Cântarea României”, astfel că s-a întors la Bacău pentru a intra în contact cu secretarul de partid care elibera diplome, dar prin soția acestuia, care îi fusese profesoară de istorie, i s-a spus să nu se poate.
A făcut armata la unitatea militară 01334 din Beiuș (Bihor) cu regim de batalion disciplinar, deoarece la Bacău nu mai erau locuri. A declarat ulterior că nu știa că era o unitate cu un astfel de regim pentru cadrele Armatei Române, din rândurile mai ales ale infractorilor și că abia după 6 luni petrecute acolo a aflat că, potrivit legii, orfanii sunt exceptați de serviciul militar. În respectiva unitate fusese ales să facă parte din trupa de teatru.
În 14 decembrie 1989 acesta era în Timișoara cu gândul de a fugi din țară, însă în ziua următoare s-a întors la București.
A fost admis în anul 1991 cu nota 10 la Academia de Teatru și Film, în urma acceptului comisiei formate din Sanda Manu, Ștefan Radof și Vali Sitaru. A declarat că a fost prima nota maximă în ultimii aproximativ 20 de ani, după admiterea lui Horațiu Mălăele. A urmat instituția între 1992 și 1996, la clasa profesorilor Florin Zamfirescu și Doru Ana.
În perioada filmărilor și a producției filmului Terminus Paradis în regia lui Lucian Pintilie, unde fusese ales ca actor, a fost invitat la emisiunea de la TVR 1 „Planeta Cinema” cu gazda Eugenia Vodă, contrar vârstei medii a invitaților de până atunci.
Cu ocazia unor filmări a vizitat orfelinatul din Târgu Ocna și încă o dată cu o altă ocazie.
Între 2004 și 2012 a fost angajat al Teatrului Bulandra din București, unde a jucat în mai multe piese de teatru.
În filmografie, a colaborat cu regizorii români Lucian Pintilie, Nae Caranfil, Radu Gabrea și Cristian Mungiu și străini (Michael Haneke).
În 2012 acesta locuia în Frumușani, Călărași și a fost numit cetățean de onoare al comunei Mărgineni, Bacău, de care aparține satul Luncani.

## Filmografie
- 1992 - Milionar la minut
- 1993 - E pericoloso sporgersi
- 1995 - Paradisul în direct
- 1996 - Prea târziu
- 1996 - Capul de zimbru
- 1998 - Terminus Paradis
- 1998 - Dublu extaz
- 2001 - Cod Necunoscut
- 2002 - Detectiv fără voie
- 2003 - Le Temps du loup
- 2004 - Italiencele
- 2005 - Păcatele Evei
- 2006 - Dragoste de mamă
- 2008 - O secunda de viață
- 2009 - Amintiri din Epoca de Aur 2: Dragoste în timpul liber
- 2012 - Trei zile până la Crăciun
- 2014 - Umbre (serial)
- 2015 - Doar cu buletinul la Paris